# Inköp
Inköp i företag och organisationer hanteras oftast av en inköpsavdelning (inköpsfunktionen) som har det yttersta ansvaret för inköp för samtliga funktioner i verksamheten.
Inköpsfunktionens uppgift är bland annat att anskaffa varor och tjänster till rätt kvalitet och till bästa kostnad för företaget. Moderna inköpsfunktioner har dock ofta ett utökat uppdrag som innebär att säkerställa att hela företagetes leverantörsbas utnyttjas för att skapa så stort värde som möjligt. Sätten att hantera inköp mellan olika företag eller organisationer kan skilja sig avsevärt. I mindre företag är det vanligt att den som behöver en vara eller tjänst köper in den och lämnar in ett utläggskvitto till företaget. I större företag finns ofta en organiserad inköpsfunktion som kan vara centraliserad eller decentraliserad. Under senare år har trenden varit att bygga upp centralstyrda inköpsorganisationer med ett kategoribaserat synsätt, d.v.s. organisationen hanterar leverantörsbasen utifrån olika marknadsorienterade kategorier.
Det praktiska inköpsarbetet består ofta av analyser, leverantörssökning, upphandlingsförfrågningar och urval, baserade på företagets inköpsstrategier. En viktig del i inköpsarbetet är förhandling, där avtal förhandlas fram mellan köpare och leverantör. Många inköpsavdelningar hanterar även administrativa uppgifter såsom granskning av fakturor, bevakning av leveranser och avropsbeställningar. 
I det operativa inköpet finns det vardagliga avropet och materialplaneringen, det vill säga själva anskaffningsprocesserna..
Taktiskt inköp innebär att genomföra processen från kravspecifikation till avtal, d.v.s. själva upphandlingarna som mynnar ut i ett avtal. Kortfattat kan man säga att det taktiska inköpet innebär att ta fram de överenskommelser som ligger till grund för det operativa inköpet.
Det strategiska inköpet innebär att systematiskt genomföra ett analys- och strategiplaneringsarbete på vilket det taktiska inköpsarbetet baseras.
Inköpssystem kan indelas i tre kategorier: 
e-procurement system, d.v.s. system för att hantera operativa inköpsprocesser från order till faktura.
e-sourcingsystem som används för att stödja upphandlingsprocesser och aktivitets- och projekthanteringssystem som syftar till att driva arbetet i en inköpsfunktion framåt på ett systematiskt och strukturerat sätt.